# International Congress on Industrial and Applied Mathematics
Der International Congress on Industrial and Applied Mathematics (ICIAM Congress) hat zum Ziel, die angewandte Mathematik international zu fördern. Dies geschieht durch regelmäßige Treffen in Form von Kongressen. Der ICIAM-Kongress findet alle 4 Jahre in einem anderen Land statt. Die Tagungsreihe wird vom International Council for Industrial and Applied Mathematics (ICIAM) gesteuert und unter dessen Schirmherrschaft veranstaltet.
Veranstaltungsorte
- ICIAM 1987 – Paris
- ICIAM 1991 – Washington, D.C.
- ICIAM 1995 – Hamburg[1]
- ICIAM 1999 – Edinburgh[2]
- ICIAM 2003 – Sydney[3]
- ICIAM 2007 – Zürich[4]
- ICIAM 2011 – Vancouver[5]
- ICIAM 2015 – Beijing[6]
- ICIAM 2019 – Valencia[7]
- ICIAM 2023 – Tokyo[8]

Seit 1999 werden im Rahmen der ICIAM-Kongresse fünf internationale Preise für angewandte Mathematik vergeben:
- Collatz Prize
- Lagrange Prize
- Maxwell Prize
- Poineer Prize
- Su Buchin Prize

Die Konferenzthemen umfassen alle Themen der angewandten Mathematik und werden von Teilnehmern aus allen Kontinenten besucht. Die ICIAM 2019 hatte mehr als 4000 Teilnehmer und 90 Minisymposien. Es wurden Kollaborationen mit der „African Math Union“, „China Society of Industrial and Applied Mathematics“ und der „European Society for Mathematical und Theoretical Biology“ geschaffen.